# Hektor Kapustík
Hektor Kapustík (ur. 23 kwietnia 2007 w Badínie) – słowacki narciarz, uprawiający skoki narciarskie i kombinację norweską, reprezentant klubu KPSLSK Banská Bystrica. Uczestnik mistrzostw świata w narciarstwie klasycznym i igrzysk europejskich. Rekordzista Słowacji w długości lotu narciarskiego.
Jego siostra, Kira Mária Kapustíková, również uprawia skoki narciarskie.

## Przebieg kariery
23 sierpnia 2019 zajął 20. miejsce w zawodach Pucharu Karpat w skokach narciarskich w Râșnovie. Od stycznia 2021 startował w Youth Cup w kombinacji norweskiej.
12 sierpnia 2022 zadebiutował w FIS Cupie w skokach narciarskich, zawody we Frenštácie pod Radhoštěm kończąc na 47. pozycji. Wystąpił na Mistrzostwach Świata Juniorów w Narciarstwie Klasycznym 2023 w Whistler. W indywidualnym konkursie skoków narciarskich zajął 19. lokatę, a konkurs kombinacji norweskiej ukończył na 30. miejscu. W kolejnych tygodniach, 3 marca 2023 zadebiutował w Pucharze Kontynentalnym w kombinacji norweskiej, zajmując 48. pozycję w zawodach w Eisenerz. W międzyczasie w skokach narciarskich zdobył pierwsze punkty FIS Cupu, zajmując 11 lutego 19. miejsce w konkursie w Szczyrku. 10 marca ukończył zawody tego cyklu w Zakopanem na 8. lokacie, a 12 marca 2023 w swoim debiucie w Pucharze Kontynentalnym w skokach narciarskich zdobył punkty, zajmując 23. pozycję.
Wystartował w zawodach skoków narciarskich na Igrzyskach Europejskich 2023 w Zakopanem, gdzie zajął 37. miejsce na skoczni normalnej i 23. na dużej. 29 lipca 2023 zadebiutował w Letnim Grand Prix w skokach narciarskich, zajmując 49. lokatę w Courchevel. W styczniu 2024 wystąpił na Zimowych Igrzyskach Olimpijskich Młodzieży 2024, na których zajął 19. pozycję w konkursie skoków narciarskich oraz 11. w zawodach kombinacji norweskiej. W lutym na Mistrzostwach Świata Juniorów 2024 w Planicy był 38. w konkursie indywidualnym skoków narciarskich, a w kombinacji norweskiej zajął 42. miejsce indywidualnie oraz 13. w sprincie drużynowym.
25 sierpnia 2024 w Tschagguns w debiucie w Letnim Grand Prix w kombinacji norweskiej zajął 39. pozycję. 20 grudnia 2024 w Engelbergu po raz pierwszy wystąpił w kwalifikacjach do konkursu Pucharu Świata w skokach narciarskich. Był to pierwszy po 11-letniej przerwie występ reprezentanta Słowacji w tych zawodach. Kapustík nie uzyskał w nich awansu do konkursu głównego. Na Mistrzostwach Świata Juniorów 2025 wystartował jedynie w konkursie indywidualnym skoków narciarskich, w którym był 22. Wystąpił na Mistrzostwach Świata w Narciarstwie Klasycznym 2025. W skokach narciarskich odpadł w kwalifikacjach do konkursu indywidualnego na skoczni normalnej, a na dużym obiekcie uzyskał awans, po czym zawody ukończył na 48. lokacie. W kombinacji norweskiej wystąpił jedynie w zawodach indywidualnych na skoczni dużej rozgrywanych metodą Gundersena, których nie ukończył po tym, jak nie przystąpił do biegu. 27 marca 2025 jako pierwszy słowacki skoczek pokonał odległość 200 m, oddając skok na 202 m na Letalnicy w Planicy. Poprawił tym samym rekord kraju należący od 2006 roku do Martina Mesíka.

## Osiągnięcia – skoki narciarskie

### Mistrzostwa świata

#### Indywidualnie
| 2025 Trondheim | – | nie zakwalifikował się (K-94), 48. miejsce (K-124) |

#### Starty H. Kapustíka na mistrzostwach świata – szczegółowo
| Miejsce | Dzień   | Rok  | Miejscowość | Skocznia | Punkt K | HS     | Konkurs  | Skok 1  | Skok 2 | Nota     | Strata                  | Zwycięzca               |
| ------- | ------- | ---- | ----------- | -------- | ------- | ------ | -------- | ------- | ------ | -------- | ----------------------- | ----------------------- |
| NQ      | 2 marca | 2025 | Trondheim   | Granåsen | K-94    | HS-102 | indywid. | 86,5 m  | 86,5 m | 84,2 pkt | Nie zakwalifikował się. | Nie zakwalifikował się. |
| 48.     | 8 marca | 2025 | Trondheim   | Granåsen | K-124   | HS-138 | indywid. | 100,5 m | –      | 69,7 pkt | 232,1 pkt               | Domen Prevc             |

### Mistrzostwa świata juniorów

#### Indywidualnie
| 2023 Whistler    | – | 19. miejsce |
| 2024 Planica     | – | 38. miejsce |
| 2025 Lake Placid | – | 22. miejsce |

#### Starty H. Kapustíka na mistrzostwach świata juniorów – szczegółowo
| Miejsce | Dzień     | Rok  | Miejscowość | Skocznia              | Punkt K | HS     | Konkurs  | Skok 1 | Skok 2 | Nota      | Strata    | Zwycięzca        |
| ------- | --------- | ---- | ----------- | --------------------- | ------- | ------ | -------- | ------ | ------ | --------- | --------- | ---------------- |
| 19.     | 2 lutego  | 2023 | Whistler    | Whistler Olympic Park | K-95    | HS-104 | indywid. | 90,0 m | 87,0 m | 219,5 pkt | 38,4 pkt  | Vilho Palosaari  |
| 38.     | 8 lutego  | 2024 | Planica     | Srednja skakalnica    | K-95    | HS-102 | indywid. | 83,5 m | –      | 96,6 pkt  | 170,1 pkt | Stephan Embacher |
| 22.     | 12 lutego | 2025 | Lake Placid | MacKenzie Intervale   | K-90    | HS-100 | indywid. | 86,0 m | 83,0 m | 201,1 pkt | 57,0 pkt  | Stephan Embacher |

### Igrzyska olimpijskie młodzieży

#### Indywidualnie
| 2024 Gangwon/Pjongczang | – | 19. miejsce |

#### Starty H. Kapustíka na igrzyskach olimpijskich młodzieży – szczegółowo
| Miejsce | Dzień       | Rok  | Miejscowość | Skocznia              | Punkt K | HS     | Konkurs  | Skok 1 | Skok 2 | Nota      | Strata   | Zwycięzca       |
| ------- | ----------- | ---- | ----------- | --------------------- | ------- | ------ | -------- | ------ | ------ | --------- | -------- | --------------- |
| 19.     | 20 stycznia | 2024 | Pjongczang  | Alpensia Jumping Park | K-98    | HS-109 | indywid. | 82,5 m | 93,5 m | 148,8 pkt | 65,2 pkt | Ilja Miziernych |

### Igrzyska europejskie

#### Indywidualnie
| 2023 Kraków/Zakopane | – | 37. miejsce (K-95), 23. miejsce (K-125) |

#### Starty H. Kapustíka na igrzyskach europejskich – szczegółowo
| Miejsce | Dzień      | Rok  | Miejscowość | Skocznia        | Punkt K | HS     | Konkurs  | Skok 1  | Skok 2  | Nota      | Strata    | Zwycięzca         |
| ------- | ---------- | ---- | ----------- | --------------- | ------- | ------ | -------- | ------- | ------- | --------- | --------- | ----------------- |
| 37.     | 29 czerwca | 2023 | Zakopane    | Średnia Krokiew | K-95    | HS-105 | indywid. | 91,5 m  | –       | 98,9 pkt  | 171,4 pkt | Daniel Tschofenig |
| 23.     | 1 lipca    | 2023 | Zakopane    | Wielka Krokiew  | K-125   | HS-140 | indywid. | 125,0 m | 126,5 m | 232,4 pkt | 46,7 pkt  | Dawid Kubacki     |

### Puchar Świata

#### Miejsca w poszczególnych konkursach indywidualnychPucharu Świata
stan po zakończeniu sezonu 2024/2025
| Źródło | Źródło            | Źródło     | Źródło     | Źródło      | Źródło      | Źródło                 | Źródło                 | Źródło          | Źródło          | Źródło           | Źródło                       | Źródło          | Źródło              | Źródło         | Źródło           | Źródło           | Źródło          | Źródło          | Źródło            | Źródło            | Źródło        | Źródło        | Źródło     | Źródło          | Źródło          | Źródło      | Źródło        | Źródło        | Źródło | Źródło | Źródło | Źródło | Źródło | Źródło | Źródło | Źródło | Źródło | Źródło | Źródło | Źródło | Źródło | Źródło | Źródło | Źródło | Źródło | Źródło | Źródło | Źródło | Źródło |
| --- | ----------------- | ---------- | ---------- | ----------- | ----------- | ---------------------- | ---------------------- | --------------- | --------------- | ---------------- | ---------------------------- | --------------- | ------------------- | -------------- | ---------------- | ---------------- | --------------- | --------------- | ----------------- | ----------------- | ------------- | ------------- | ---------- | --------------- | --------------- | ----------- | ------------- | ------------- | ------ | ------ | ------ | ------ | ------ | ------ | ------ | ------ | ------ | ------ | ------ | ------ | ------ | ------ | ------ | ------ | ------ | ------ | ------ | ------ | ------ |
| Sezon 2024/2025 |                   |            |            |             |             |                        |                        |                 |                 |                  |                              |                 |                     |                |                  |                  |                 |                 |                   |                   |               |               |            |                 |                 |             |               |               |        |        |        |        |        |        |        |        |        |        |        |        |        |        |        |        |        |        |        |        |        |
| Lillehammer HS140 | Lillehammer HS140 | Ruka HS142 | Ruka HS142 | Wisła HS134 | Wisła HS134 | Titisee-Neustadt HS142 | Titisee-Neustadt HS142 | Engelberg HS140 | Engelberg HS140 | Oberstdorf HS137 | Garmisch-Partenkirchen HS142 | Innsbruck HS128 | Bischofshofen HS142 | Zakopane HS140 | Oberstdorf HS235 | Oberstdorf HS235 | Willingen HS147 | Willingen HS147 | Lake Placid HS128 | Lake Placid HS128 | Sapporo HS137 | Sapporo HS137 | Oslo HS134 | Vikersund HS240 | Vikersund HS240 | Lahti HS130 | Planica HS240 | Planica HS240 | punkty | punkty | punkty | punkty | punkty | punkty | punkty | punkty | punkty | punkty | punkty | punkty | punkty | punkty | punkty | punkty | punkty | punkty | punkty |        |        |
| - | -                 | -          | -          | -           | -           | -                      | -                      | q               | q               | -                | -                            | -               | -                   | q              | -                | -                | -               | -               | q                 | q                 | -             | -             | -          | -               | -               | -           | q             | -             | 0      | 0      | 0      | 0      | 0      | 0      | 0      | 0      | 0      | 0      | 0      | 0      | 0      | 0      | 0      | 0      | 0      | 0      | 0      |        |        |
| Legenda |                   |            |            |             |             |                        |                        |                 |                 |                  |                              |                 |                     |                |                  |                  |                 |                 |                   |                   |               |               |            |                 |                 |             |               |               |        |        |        |        |        |        |        |        |        |        |        |        |        |        |        |        |        |        |        |        |        |
| 1 2 3 4-10 11-30 poniżej 30 dq – dyskwalifikacja q – dyskwalifikacja w kwalifikacjach q – zawodnik nie zakwalifikował się - – zawodnik nie wystartował |                   |            |            |             |             |                        |                        |                 |                 |                  |                              |                 |                     |                |                  |                  |                 |                 |                   |                   |               |               |            |                 |                 |             |               |               |        |        |        |        |        |        |        |        |        |        |        |        |        |        |        |        |        |        |        |        |        |

#### Planica 7

##### Miejsca w klasyfikacji generalnej
| Sezon | Miejsce |
| ----- | ------- |
| 2025  | 62.     |

### Letnie Grand Prix

#### Miejsca w poszczególnych konkursach indywidualnychLGP
stan na 10 sierpnia 2025
| Źródło | Źródło           | Źródło        | Źródło        | Źródło      | Źródło      | Źródło          | Źródło          | Źródło            | Źródło | Źródło | Źródło | Źródło | Źródło | Źródło | Źródło | Źródło | Źródło | Źródło | Źródło | Źródło | Źródło | Źródło | Źródło | Źródło | Źródło | Źródło |
| --- | ---------------- | ------------- | ------------- | ----------- | ----------- | --------------- | --------------- | ----------------- | ------ | ------ | ------ | ------ | ------ | ------ | ------ | ------ | ------ | ------ | ------ | ------ | ------ | ------ | ------ | ------ | ------ | ------ |
| 2023 |                  |               |               |             |             |                 |                 |                   |        |        |        |        |        |        |        |        |        |        |        |        |        |        |        |        |        |        |
| Courchevel HS132 | Courchevel HS132 | Szczyrk HS104 | Szczyrk HS104 | Râșnov HS97 | Râșnov HS97 | Hinzenbach HS90 | Hinzenbach HS90 | Klingenthal HS140 | punkty |        |        |        |        |        |        |        |        |        |        |        |        |        |        |        |        |        |
| 49 | 49               | 50            | 36            | 41          | 39          | -               | -               | -                 | 0      |        |        |        |        |        |        |        |        |        |        |        |        |        |        |        |        |        |
| 2025 |                  |               |               |             |             |                 |                 |                   |        |        |        |        |        |        |        |        |        |        |        |        |        |        |        |        |        |        |
| Courchevel HS132 | Courchevel HS132 | Wisla HS134   | Wisla HS134   | Râșnov HS97 | Râșnov HS97 | Hinzenbach HS90 | Hinzenbach HS90 | Klingenthal HS140 | punkty |        |        |        |        |        |        |        |        |        |        |        |        |        |        |        |        |        |
| 28 | 17               |               |               |             |             |                 |                 |                   | 17     |        |        |        |        |        |        |        |        |        |        |        |        |        |        |        |        |        |
| Legenda |                  |               |               |             |             |                 |                 |                   |        |        |        |        |        |        |        |        |        |        |        |        |        |        |        |        |        |        |
| 1 2 3 4-10 11-30 poniżej 30 dq – dyskwalifikacja q – dyskwalifikacja w kwalifikacjach q – zawodnik nie zakwalifikował się - – zawodnik nie wystartował |                  |               |               |             |             |                 |                 |                   |        |        |        |        |        |        |        |        |        |        |        |        |        |        |        |        |        |        |

### Puchar Kontynentalny

#### Miejsca w klasyfikacji generalnej
| Sezon     | Miejsce |
| --------- | ------- |
| 2022/2023 | 87.     |
| 2024/2025 | 100.    |

#### Miejsca w poszczególnych konkursachPucharu Kontynentalnego
stan po zakończeniu sezonu 2024/2025
| Źródło                                                                        | Źródło            | Źródło     | Źródło     | Źródło          | Źródło          | Źródło                       | Źródło                       | Źródło          | Źródło          | Źródło        | Źródło            | Źródło            | Źródło            | Źródło            | Źródło              | Źródło              | Źródło              | Źródło              | Źródło              | Źródło              | Źródło         | Źródło         | Źródło      | Źródło      | Źródło         | Źródło         | Źródło | Źródło | Źródło | Źródło | Źródło | Źródło | Źródło | Źródło | Źródło | Źródło | Źródło | Źródło | Źródło | Źródło | Źródło | Źródło | Źródło | Źródło | Źródło | Źródło | Źródło | Źródło | Źródło | Źródło | Źródło | Źródło | Źródło | Źródło | Źródło | Źródło | Źródło | Źródło | Źródło |
| ----------------------------------------------------------------------------- | ----------------- | ---------- | ---------- | --------------- | --------------- | ---------------------------- | ---------------------------- | --------------- | --------------- | ------------- | ----------------- | ----------------- | ----------------- | ----------------- | ------------------- | ------------------- | ------------------- | ------------------- | ------------------- | ------------------- | -------------- | -------------- | ----------- | ----------- | -------------- | -------------- | ------ | ------ | ------ | ------ | ------ | ------ | ------ | ------ | ------ | ------ | ------ | ------ | ------ | ------ | ------ | ------ | ------ | ------ | ------ | ------ | ------ | ------ | ------ | ------ | ------ | ------ | ------ | ------ | ------ | ------ | ------ | ------ | ------ |
| Sezon 2022/2023                                                               |                   |            |            |                 |                 |                              |                              |                 |                 |               |                   |                   |                   |                   |                     |                     |                     |                     |                     |                     |                |                |             |             |                |                |        |        |        |        |        |        |        |        |        |        |        |        |        |        |        |        |        |        |        |        |        |        |        |        |        |        |        |        |        |        |        |        |        |
| Vikersund HS117                                                               | Vikersund HS117   | Ruka HS142 | Ruka HS142 | Engelberg HS140 | Engelberg HS140 | Planica HS138                | Planica HS138                | Sapporo HS137   | Sapporo HS137   | Sapporo HS137 | Eisenerz HS109    | Eisenerz HS109    | Klingenthal HS140 | Klingenthal HS140 | Rena HS139          | Rena HS139          | Iron Mountain HS133 | Iron Mountain HS133 | Iron Mountain HS133 | Iron Mountain HS133 | Zakopane HS140 | Zakopane HS140 | Lahti HS130 | Lahti HS130 | punkty         | punkty         | punkty | punkty | punkty | punkty | punkty | punkty | punkty | punkty | punkty | punkty | punkty | punkty | punkty | punkty | punkty | punkty | punkty |        |        |        |        |        |        |        |        |        |        |        |        |        |        |        |        |
| -                                                                             | -                 | -          | -          | -               | -               | -                            | -                            | -               | -               | -             | -                 | -                 | -                 | -                 | -                   | -                   | -                   | -                   | -                   | -                   | 23             | 27             | -           | -           | 12             | 12             | 12     | 12     | 12     | 12     | 12     | 12     | 12     | 12     | 12     | 12     | 12     | 12     | 12     | 12     | 12     | 12     | 12     |        |        |        |        |        |        |        |        |        |        |        |        |        |        |        |        |
| Sezon 2023/2024                                                               |                   |            |            |                 |                 |                              |                              |                 |                 |               |                   |                   |                   |                   |                     |                     |                     |                     |                     |                     |                |                |             |             |                |                |        |        |        |        |        |        |        |        |        |        |        |        |        |        |        |        |        |        |        |        |        |        |        |        |        |        |        |        |        |        |        |        |        |
| Lillehammer HS140                                                             | Lillehammer HS140 | Ruka HS142 | Ruka HS142 | Engelberg HS140 | Engelberg HS140 | Garmisch-Partenkirchen HS142 | Garmisch-Partenkirchen HS142 | Innsbruck HS128 | Innsbruck HS128 | Sapporo HS137 | Sapporo HS137     | Sapporo HS137     | Willingen HS147   | Willingen HS147   | Lillehammer HS140   | Lillehammer HS140   | Brotterode HS117    | Brotterode HS117    | Iron Mountain HS133 | Iron Mountain HS133 | Planica HS138  | Planica HS138  | Lahti HS130 | Lahti HS130 | Zakopane HS140 | Zakopane HS140 | punkty |        |        |        |        |        |        |        |        |        |        |        |        |        |        |        |        |        |        |        |        |        |        |        |        |        |        |        |        |        |        |        |        |
| -                                                                             | -                 | -          | -          | -               | -               | 51                           | 53                           | -               | -               | -             | -                 | -                 | -                 | -                 | -                   | -                   | -                   | -                   | 32                  | 32                  | 38             | 44             | -           | -           | 55             | 52             | 0      |        |        |        |        |        |        |        |        |        |        |        |        |        |        |        |        |        |        |        |        |        |        |        |        |        |        |        |        |        |        |        |        |
| Sezon 2024/2025                                                               |                   |            |            |                 |                 |                              |                              |                 |                 |               |                   |                   |                   |                   |                     |                     |                     |                     |                     |                     |                |                |             |             |                |                |        |        |        |        |        |        |        |        |        |        |        |        |        |        |        |        |        |        |        |        |        |        |        |        |        |        |        |        |        |        |        |        |        |
| Zhangjiakou HS106                                                             | Zhangjiakou HS106 | Ruka HS142 | Ruka HS142 | Engelberg HS140 | Engelberg HS140 | Bischofshofen HS142          | Bischofshofen HS142          | Sapporo HS137   | Sapporo HS137   | Sapporo HS137 | Lillehammer HS140 | Lillehammer HS140 | Kranj HS109       | Kranj HS109       | Iron Mountain HS133 | Iron Mountain HS133 | Iron Mountain HS133 | Iron Mountain HS133 | Lahti HS130         | Lahti HS130         | Zakopane HS140 | Zakopane HS140 | punkty      | punkty      | punkty         | punkty         | punkty | punkty | punkty | punkty | punkty | punkty | punkty | punkty | punkty | punkty | punkty | punkty | punkty | punkty | punkty |        |        |        |        |        |        |        |        |        |        |        |        |        |        |        |        |        |        |
| 29                                                                            | 33                | -          | -          | -               | -               | -                            | -                            | -               | -               | -             | -                 | -                 | -                 | -                 | -                   | -                   | -                   | -                   | -                   | -                   | dq             | 30             | 3           | 3           | 3              | 3              | 3      | 3      | 3      | 3      | 3      | 3      | 3      | 3      | 3      | 3      | 3      | 3      | 3      | 3      | 3      |        |        |        |        |        |        |        |        |        |        |        |        |        |        |        |        |        |        |
| Legenda                                                                       |                   |            |            |                 |                 |                              |                              |                 |                 |               |                   |                   |                   |                   |                     |                     |                     |                     |                     |                     |                |                |             |             |                |                |        |        |        |        |        |        |        |        |        |        |        |        |        |        |        |        |        |        |        |        |        |        |        |        |        |        |        |        |        |        |        |        |        |
| 1 2 3 4-10 11-30 poniżej 30 dq – dyskwalifikacja - – zawodnik nie wystartował |                   |            |            |                 |                 |                              |                              |                 |                 |               |                   |                   |                   |                   |                     |                     |                     |                     |                     |                     |                |                |             |             |                |                |        |        |        |        |        |        |        |        |        |        |        |        |        |        |        |        |        |        |        |        |        |        |        |        |        |        |        |        |        |        |        |        |        |

### Letni Puchar Kontynentalny

#### Miejsca w poszczególnych konkursachLetniego Pucharu Kontynentalnego
stan po zakończeniu LPK 2024
| Źródło                                                                        | Źródło             | Źródło          | Źródło          | Źródło            | Źródło            | Źródło            | Źródło            | Źródło            | Źródło | Źródło | Źródło | Źródło | Źródło | Źródło | Źródło | Źródło | Źródło | Źródło | Źródło | Źródło | Źródło | Źródło | Źródło | Źródło | Źródło | Źródło |
| ----------------------------------------------------------------------------- | ------------------ | --------------- | --------------- | ----------------- | ----------------- | ----------------- | ----------------- | ----------------- | ------ | ------ | ------ | ------ | ------ | ------ | ------ | ------ | ------ | ------ | ------ | ------ | ------ | ------ | ------ | ------ | ------ | ------ |
| 2023                                                                          |                    |                 |                 |                   |                   |                   |                   |                   |        |        |        |        |        |        |        |        |        |        |        |        |        |        |        |        |        |        |
| Oslo HS106                                                                    | Oslo HS106         | Stams HS115     | Stams HS115     | Klingenthal HS140 | Klingenthal HS140 | Lake Placid HS128 | Lake Placid HS128 | Lake Placid HS128 | punkty |        |        |        |        |        |        |        |        |        |        |        |        |        |        |        |        |        |
| -                                                                             | -                  | 50              | 50              | -                 | -                 | -                 | -                 | -                 | 0      |        |        |        |        |        |        |        |        |        |        |        |        |        |        |        |        |        |
| 2024                                                                          |                    |                 |                 |                   |                   |                   |                   |                   |        |        |        |        |        |        |        |        |        |        |        |        |        |        |        |        |        |        |
| Hinterzarten HS109                                                            | Hinterzarten HS109 | Trondheim HS138 | Trondheim HS138 | Stams HS115       | Stams HS115       | Klingenthal HS140 | Klingenthal HS140 | punkty            | punkty | punkty | punkty | punkty | punkty | punkty | punkty | punkty |        |        |        |        |        |        |        |        |        |        |
| 53                                                                            | 49                 | 50              | 48              | 49                | 49                | 35                | 36                | 0                 | 0      | 0      | 0      | 0      | 0      | 0      | 0      | 0      |        |        |        |        |        |        |        |        |        |        |
| Legenda                                                                       |                    |                 |                 |                   |                   |                   |                   |                   |        |        |        |        |        |        |        |        |        |        |        |        |        |        |        |        |        |        |
| 1 2 3 4-10 11-30 poniżej 30 dq – dyskwalifikacja - − zawodnik nie wystartował |                    |                 |                 |                   |                   |                   |                   |                   |        |        |        |        |        |        |        |        |        |        |        |        |        |        |        |        |        |        |

### FIS Cup

#### Miejsca w klasyfikacji generalnej
| Sezon     | Miejsce |
| --------- | ------- |
| 2022/2023 | 49.     |
| 2023/2024 | 152.    |
| 2024/2025 | 148.    |

#### Miejsca w poszczególnych konkursachFIS Cupu
stan po zakończeniu sezonu 2024/2025
| Źródło                                                                        | Źródło             | Źródło           | Źródło           | Źródło           | Źródło           | Źródło      | Źródło      | Źródło           | Źródło           | Źródło           | Źródło           | Źródło        | Źródło        | Źródło        | Źródło           | Źródło        | Źródło        | Źródło         | Źródło         | Źródło        | Źródło        | Źródło         | Źródło         | Źródło        | Źródło        | Źródło         | Źródło         | Źródło | Źródło | Źródło | Źródło | Źródło | Źródło | Źródło | Źródło | Źródło | Źródło | Źródło | Źródło |
| ----------------------------------------------------------------------------- | ------------------ | ---------------- | ---------------- | ---------------- | ---------------- | ----------- | ----------- | ---------------- | ---------------- | ---------------- | ---------------- | ------------- | ------------- | ------------- | ---------------- | ------------- | ------------- | -------------- | -------------- | ------------- | ------------- | -------------- | -------------- | ------------- | ------------- | -------------- | -------------- | ------ | ------ | ------ | ------ | ------ | ------ | ------ | ------ | ------ | ------ | ------ | ------ |
| Sezon 2022/2023                                                               |                    |                  |                  |                  |                  |             |             |                  |                  |                  |                  |               |               |               |                  |               |               |                |                |               |               |                |                |               |               |                |                |        |        |        |        |        |        |        |        |        |        |        |        |
| Frenštát HS106                                                                | Frenštát HS106     | Szczyrk HS104    | Szczyrk HS104    | Einsiedeln HS117 | Einsiedeln HS117 | Kranj HS109 | Kranj HS109 | Villach HS98     | Villach HS98     | Notodden HS98    | Notodden HS98    | Szczyrk HS104 | Szczyrk HS104 | Villach HS98  | Villach HS98     | Oberhof HS100 | Oberhof HS100 | Zakopane HS140 | Zakopane HS140 | punkty        | punkty        | punkty         | punkty         | punkty        | punkty        | punkty         | punkty         | punkty | punkty | punkty | punkty | punkty | punkty | punkty | punkty | punkty | punkty | punkty |        |
| 47                                                                            | 33                 | dq               | 68               | -                | -                | -           | -           | dq               | 35               | -                | -                | 19            | 12            | -             | -                | -             | -             | 14             | 8              | 84            | 84            | 84             | 84             | 84            | 84            | 84             | 84             | 84     | 84     | 84     | 84     | 84     | 84     | 84     | 84     | 84     | 84     | 84     |        |
| Sezon 2023/2024                                                               |                    |                  |                  |                  |                  |             |             |                  |                  |                  |                  |               |               |               |                  |               |               |                |                |               |               |                |                |               |               |                |                |        |        |        |        |        |        |        |        |        |        |        |        |
| Szczyrk HS104                                                                 | Szczyrk HS104      | Einsiedeln HS117 | Einsiedeln HS117 | Villach HS98     | Villach HS98     | Râșnov HS97 | Râșnov HS97 | Kandersteg HS106 | Kandersteg HS106 | Notodden HS98    | Notodden HS98    | Falun HS100   | Falun HS100   | Szczyrk HS104 | Szczyrk HS104    | Oberhof HS100 | Oberhof HS100 | Zakopane HS140 | Zakopane HS140 | punkty        | punkty        | punkty         | punkty         | punkty        | punkty        | punkty         | punkty         | punkty | punkty | punkty | punkty | punkty | punkty | punkty | punkty | punkty | punkty | punkty |        |
| -                                                                             | -                  | -                | -                | -                | -                | -           | -           | -                | -                | -                | -                | -             | -             | 44            | 29               | -             | -             | 49             | 49             | 2             | 2             | 2              | 2              | 2             | 2             | 2              | 2              | 2      | 2      | 2      | 2      | 2      | 2      | 2      | 2      | 2      | 2      | 2      |        |
| Sezon 2024/2025                                                               |                    |                  |                  |                  |                  |             |             |                  |                  |                  |                  |               |               |               |                  |               |               |                |                |               |               |                |                |               |               |                |                |        |        |        |        |        |        |        |        |        |        |        |        |
| Hinterzarten HS109                                                            | Hinterzarten HS109 | Frenštát HS106   | Frenštát HS106   | Szczyrk HS104    | Szczyrk HS104    | Kranj HS109 | Kranj HS109 | Villach HS98     | Villach HS98     | Einsiedeln HS117 | Einsiedeln HS117 | Otepää HS97   | Otepää HS97   | Otepää HS97   | Kandersteg HS106 | Notodden HS98 | Notodden HS98 | Falun HS100    | Falun HS100    | Szczyrk HS104 | Szczyrk HS104 | Eisenerz HS109 | Eisenerz HS109 | Oberhof HS100 | Oberhof HS100 | Zakopane HS140 | Zakopane HS140 | punkty |        |        |        |        |        |        |        |        |        |        |        |
| 25                                                                            | 44                 | -                | -                | 37               | 36               | -           | -           | -                | -                | -                | -                | -             | -             | -             | -                | -             | -             | -              | -              | -             | -             | -              | -              | -             | -             | 29             | 42             | 8      |        |        |        |        |        |        |        |        |        |        |        |
| Legenda                                                                       |                    |                  |                  |                  |                  |             |             |                  |                  |                  |                  |               |               |               |                  |               |               |                |                |               |               |                |                |               |               |                |                |        |        |        |        |        |        |        |        |        |        |        |        |
| 1 2 3 4-10 11-30 poniżej 30 dq – dyskwalifikacja - − zawodnik nie wystartował |                    |                  |                  |                  |                  |             |             |                  |                  |                  |                  |               |               |               |                  |               |               |                |                |               |               |                |                |               |               |                |                |        |        |        |        |        |        |        |        |        |        |        |        |